# Saint-Benoît-en-Woëvre
Pour les articles homonymes, voir Saint-Benoît.
Saint-Benoît-en-Woëvre est un village du département de la Meuse faisant partie de la commune de Vigneulles-lès-Hattonchâtel. Jusqu'au 1er janvier 1973, date de son rattachement à Vigneulles-lès-Hattonchâtel, Saint-Benoît était une commune indépendante.

## Toponymie
Anciennes mentions : Sanctus-Benedictus in Wavria (1129), Sanctus-Benedictus (1138), Saint-Benoist-dessous-Hadonchastel (1240), Saint-Benoît-en-Wevre (1249), Saint-Benoît-en-Weivre (1280), Saint-Benoît-en-Weyvre (1377), Saint-Benoid (1549), Sanctus-Benedictus-in-Vepria (1642), Saint-Benoist (1656), Saint-Benoît-en-Voivre (1749), Saint Benoît (1793), Saint-Benoît-en-Woëvre (1922).

## Histoire
L'abbaye de Saint-Benoît-en-Woëvre est fondée en 1129 par Airard, fils du comte Hugues de Rinel ; dans l'origine, elle suivait la règle de Saint-Benoît, elle se soumit ensuite à l'ordre de Cîteaux.
Le 1er mars 1973, la commune de Saint-Benoît-en-Woëvre est rattachée à celle de Vigneulles-lès-Hattonchâtel sous le régime de la fusion-association.

## Héraldique
| Blason de Saint-Benoît-en-Woëvre | Blason  | D’azur au dextrochère d’argent tenant une crosse abbatiale d’or cantonnée aux 1er et 4e d’une étoile à six rais d’argent, aux 2e et 3e d’un croissant de même. |
| Blason de Saint-Benoît-en-Woëvre | Détails | Il s'agit du blason de l'abbaye de Saint-Benoît au XIIIe siècle. Le statut officiel du blason reste à déterminer.                                              |

## Politique et administration
| Période                                  | Période  | Identité       | Étiquette | Qualité |
| ---------------------------------------- | -------- | -------------- | --------- | ------- |
|                                          | En cours | Agnès Thiebaut |           |         |
| Les données manquantes sont à compléter. |          |                |           |         |

## Démographie
| 1896 | 1906 | 1911 | 1926 | 1936 | 1946 | 1954 | 1962 | 1968 |
| ---- | ---- | ---- | ---- | ---- | ---- | ---- | ---- | ---- |
| 139  | 133  | 123  | 102  | 99   | 88   | 76   | 79   | 71   |

## Lieux et monuments
- Église Saint-Benoit, construite en 1930.
- Abbaye cistercienne de Saint-Benoît-en-Woëvre, XIIe siècle.

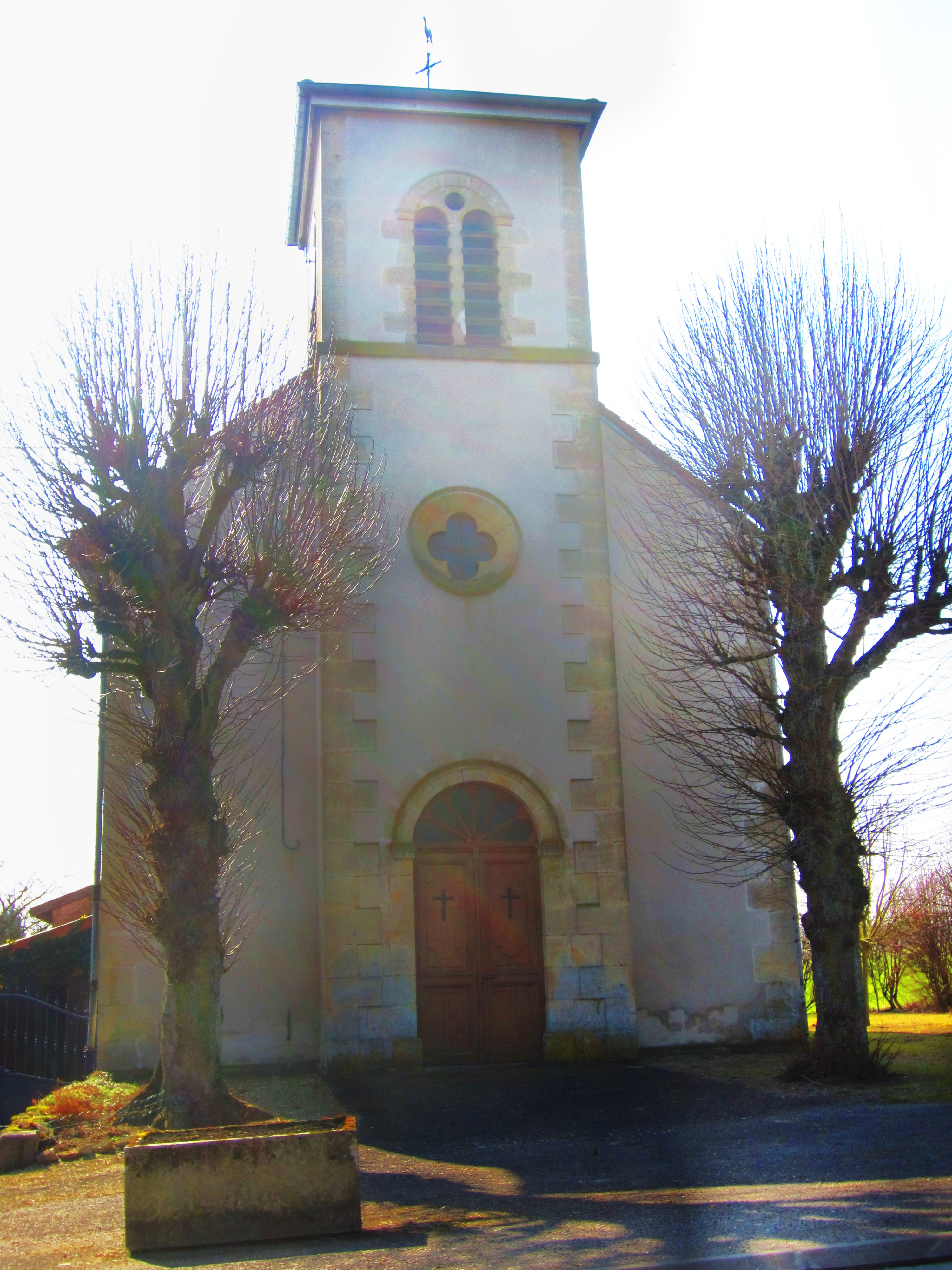
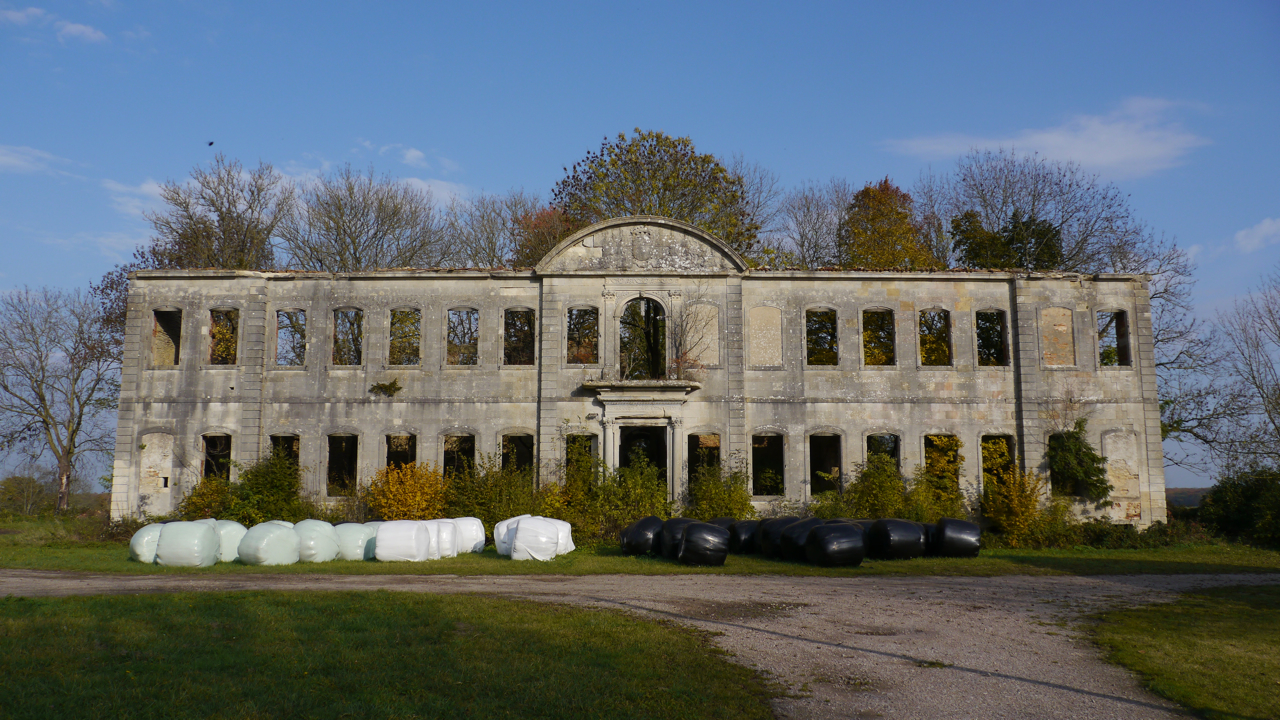